# Drensteinfurt

Drensteinfurt est une ville de Rhénanie-du-Nord-Westphalie (Allemagne), située dans l'arrondissement de Warendorf, dans le district de Münster, dans le Landschaftsverband de Westphalie-Lippe.

## Jumelages
- Ingré (France) depuis septembre 2017.